# Titularbistum Lipara
Das Bistum Lipara (italienisch diocesi di Lipara, lateinisch Dioecesis Liparensis) ist ein Titularbistum der römisch-katholischen Kirche.
Es geht zurück auf ein ehemaliges Bistum der antiken Stadt Lipara (Lydien) in der römischen Provinz Asia bzw. Lydia in der westlichen Türkei. Es gehörte der Kirchenprovinz Sardes an.
| Titularbischöfe von Lipara |                                    |                                               |                   |                    |
| Nr.                        | Name                               | Amt                                           | von               | bis                |
| 1                          | Isidore-Marie-Joseph Dumortier MEP | Apostolischer Vikar von Saigon (Vietnam)      | 17. Dezember 1925 | 16. Februar 1940   |
| 2                          | Basilio Manuel Olimpo Pereira OFM  | emeritierter Bischof von Amazonas (Brasilien) | 22. März 1941     | 30. September 1948 |
| 3                          | Alfredo Galindo Mendoza MSpS       | Apostolischer Vikar von Tijuana (Mexiko)      | 9. Dezember 1948  | 4. September 1963  |